# Komisja ds. Nowych Męczenników – Świadków Wiary
Komisja ds. Nowych Męczenników – Świadków Wiary – papieska komisja działająca przy Dykasterii Spraw Kanonizacyjnych, powstała 3 lipca 2023, mająca za zadanie sporządzić katalog męczenników za wiarę XXI wieku, zarówno katolików, jak i chrześcijan innych wyznań.
Organ został powołany z uwagi na zbliżający się rok jubileuszowy 2025. Kontynuuje badania, w tym gromadzenie świadectw życia, rozpoczęte przy okazji Wielkiego Jubileuszu Roku 2000. Inicjatywa zakłada bieżące uzupełnianie wykazu osób, które są zabijane tylko i wyłącznie za bycie chrześcijanami. Papież Franciszek zastrzegł w liście powołującym komisję, że nie zmienia żadnych warunków oficjalnego uznania męczeństwa.
Prefektem komisji został kardynał Marcello Semeraro, przewodniczącym arcybiskup Fabio Fabene, wiceprzewodniczącym historyk Andrea Riccardi (założyciel Wspólnoty Sant’Egidio), a sekretarzem ksiądz Marco Gnavi (prezbiter, proboszcz bazyliki Najświętszej Marii Panny na Zatybrzu).